# Malá dáma
Malá dáma – utwór czeskiego zespołu muzycznego Kabát napisany przez muzyków grupy, umieszczony na dziewiątym albumie studyjnym formacji pt. Corrida z grudnia 2006 roku oraz wydany w formie singla w 2007 roku.
Utwór był pierwszą w historii propozycją Czech w Konkursie Piosenki Eurowizji. 10 marca piosenka wygrała krajowe eliminacje eurowizyjne po uzyskaniu łącznie 28 343 SMS-ów w głosowaniu telewidzów, dzięki czemu został krajową propozycją na 52. Konkurs Piosenki Eurowizji organizowany w Helsinkach.
10 maja utwór został zaprezentowany przez zespół jako szesnasty w kolejności w półfinale widowiska i zajął ostatecznie ostatnie, dwudzieste ósme miejsce z jednym punktem na koncie (od Estonii), przez co nie zakwalifikował się do finału.

## Lista utworów
CD single
1. „Malá dáma”

## Notowania na listach przebojów
| Kraj   | Lista (2007)   | Najwyższe miejsce |
| ------ | -------------- | ----------------- |
| Czechy | Single Top 100 | 22                |